# Liga Asobal 2024-25
La Liga Asobal 2024-25 es la 35.ª edición de la Liga Asobal de balonmano, la máxima categoría del balonmano español.

## Equipos
| - Fútbol Club Barcelona - Fraikin BM. Granollers - Abanca Ademar León - Frigoríficos del Morrazo - BM Logroño La Rioja - BM Villa de Aranda - TM Benidorm - Viveros Herol BM Nava |  | - Bidasoa Irún - Helvetia Anaitasuna - Rebi Balonmano Cuenca - BM Guadalajara - Bada Huesca - Recoletas Atlético Valladolid - Ángel Ximénez-Puente Genil - Bathco BM. Torrelavega |  |

### Equipos por comunidad autónoma
| Comunidad Autónoma   | Nº de equipos | Equipos                                                                                   |
| -------------------- | ------------- | ----------------------------------------------------------------------------------------- |
| Castilla y León      | 4             | Abanca Ademar León Recoletas Atlético Valladolid BM Villa de Aranda Viveros Herol BM Nava |
| Cataluña             | 2             | Fraikin BM. Granollers Fútbol Club Barcelona                                              |
| Castilla-La Mancha   | 2             | Rebi Balonmano Cuenca BM Guadalajara                                                      |
| Cantabria            | 1             | Bathco BM. Torrelavega                                                                    |
| Comunidad Valenciana | 1             | TM Benidorm                                                                               |
| Galicia              | 1             | Frigoríficos del Morrazo                                                                  |
| Andalucía            | 1             | Ángel Ximénez-Puente Genil                                                                |
| Aragón               | 1             | Bada Huesca                                                                               |
| La Rioja             | 1             | BM Logroño La Rioja                                                                       |
| Navarra              | 1             | Helvetia Anaitasuna                                                                       |
| País Vasco           | 1             | Bidasoa Irún                                                                              |

## Clasificación
|                                                                   | Equipo                        | Puntos | J  | G  | E | P  | GF   | GC  | DG   |
| ----------------------------------------------------------------- | ----------------------------- | ------ | -- | -- | - | -- | ---- | --- | ---- |
| 1                                                                 | Barça                         | 55     | 30 | 27 | 1 | 2  | 1163 | 870 | 293  |
| 2                                                                 | Fraikin BM. Granollers        | 43     | 30 | 20 | 3 | 7  | 1030 | 960 | 70   |
| 3                                                                 | Bathco BM. Torrelavega        | 41     | 30 | 18 | 5 | 7  | 903  | 882 | 21   |
| 4                                                                 | Bidasoa Irún                  | 39     | 30 | 17 | 5 | 8  | 907  | 869 | 38   |
| 5                                                                 | BM Logroño La Rioja           | 39     | 30 | 18 | 3 | 9  | 972  | 911 | 61   |
| 6                                                                 | Abanca Ademar León            | 37     | 30 | 15 | 7 | 8  | 857  | 848 | 9    |
| 7                                                                 | Recoletas Atlético Valladolid | 33     | 30 | 14 | 5 | 11 | 909  | 896 | 13   |
| 8                                                                 | Viveros Herol BM Nava         | 27     | 30 | 11 | 5 | 14 | 919  | 953 | -34  |
| 9                                                                 | BM Villa de Aranda            | 26     | 30 | 12 | 2 | 16 | 860  | 924 | -64  |
| 10                                                                | Rebi Balonmano Cuenca         | 23     | 30 | 10 | 3 | 17 | 893  | 944 | -51  |
| 11                                                                | Frigoríficos del Morrazo      | 20     | 30 | 9  | 2 | 19 | 932  | 941 | -9   |
| 12                                                                | Ángel Ximénez-Puente Genil    | 20     | 30 | 9  | 2 | 19 | 838  | 905 | -67  |
| 13                                                                | Bada Huesca                   | 20     | 30 | 9  | 2 | 19 | 866  | 917 | -51  |
| 14                                                                | BM Guadalajara                | 19     | 30 | 8  | 3 | 19 | 847  | 951 | -104 |
| 15                                                                | TM Benidorm                   | 19     | 30 | 7  | 5 | 18 | 867  | 939 | -72  |
| 16                                                                | Helvetia Anaitasuna           | 19     | 30 | 8  | 3 | 19 | 843  | 896 | -53  |
| Fuente: Clasificación de la Liga Asobal; actualización automática |                               |        |    |    |   |    |      |     |      |

## Top goleadores
| Rango | Jugador           | Club                          | Goles |
| ----- | ----------------- | ----------------------------- | ----- |
| 1     | Carlos Álvarez    | Abanca Ademar León            | 178   |
| 2     | Antonio García    | Fraikin BM Granollers         | 177   |
| 3     | Álvaro Martínez   | Recoletas Atlético Valladolid | 174   |
| 4     | Nacho Valles      | TM Benidorm                   | 171   |
| 5     | Miguel Malo       | Bada Huesca                   | 170   |
| 6     | Rudolph Hackbarth | Rebi Balonmano Cuenca         | 159   |
| 6     | Mario Nevado      | Viveros Herol BM Nava         | 159   |
| 8     | Jakub Prokop      | Bathco BM Torrelavega         | 150   |
| 8     | Mads Thymann      | Frigoríficos del Morrazo      | 150   |
| 10    | Dalmau Huix       | Tubos Aranda Villa de Aranda  | 146   |